# Evangelische Kirche (Hörste)

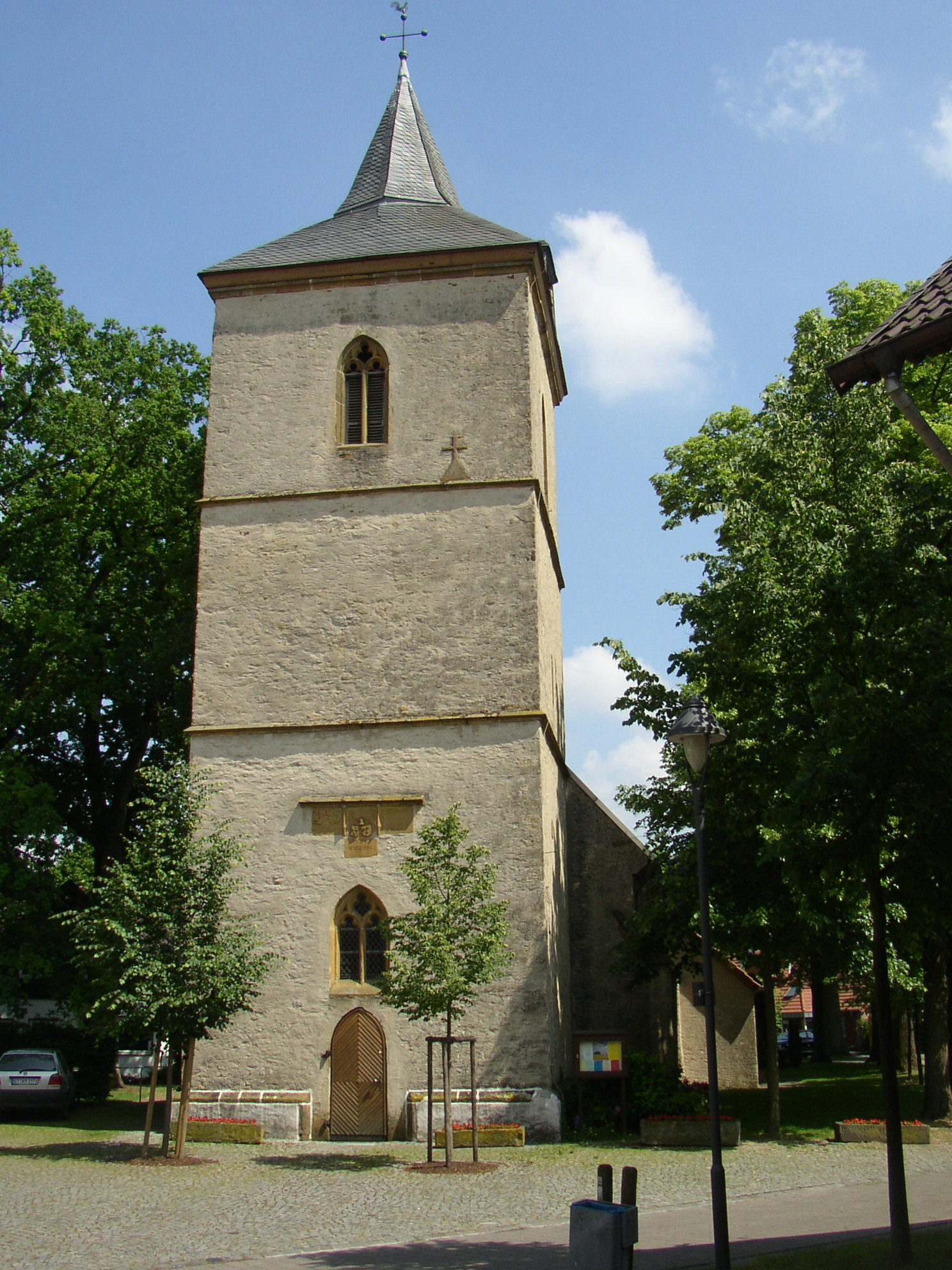
Die Evangelische Kirche in Hörste

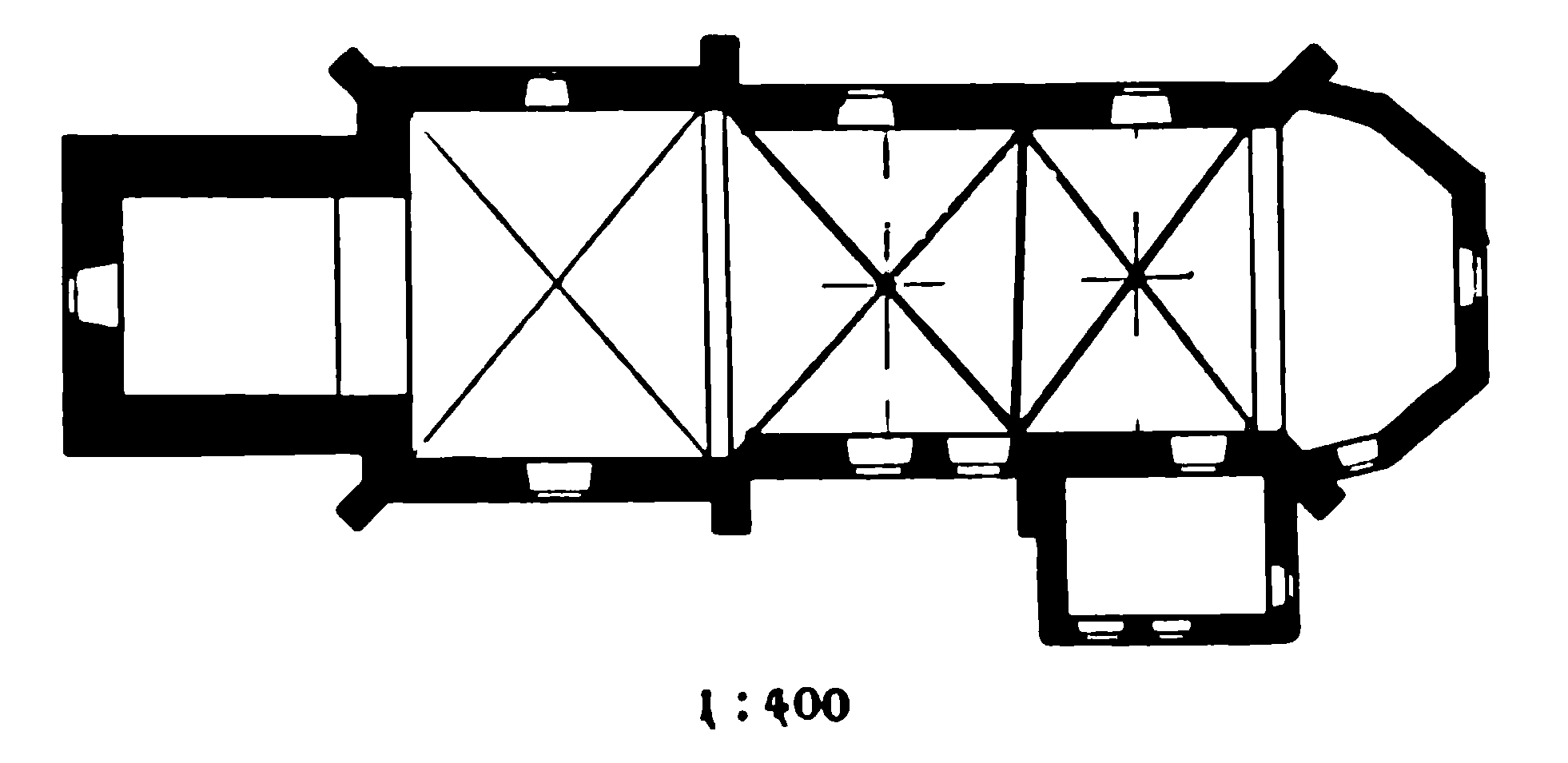
Grundriss

Die Evangelische Kirche in Hörste liegt im gleichnamigen Ortsteil im ostwestfälischen Halle. Die Kirche gehört zur Gemeinde der St. Johanniskirchengemeinde in Halle und liegt somit im Kirchenkreis Halle der Evangelischen Kirche von Westfalen.

## Geschichte
Bis 1707 gehörte die Gemeinde in Hörste zur Kirchengemeinde in Halle. Hörste löste sich von der Gemeinde und führte eigenständige Kirchenbücher. Seit 1972 sind die beiden Gemeinden wieder vereint.

## Orgel
Im Jahr 1899 wurde eine Orgel von der Firma Ernst Klassmeier aus Kirchheide in die Kirche eingebaut. Die Orgel verfügt über einen Kalkantenzug (jedoch nicht mehr funktionsfähig), Pedalkoppel, I. und II. Manual – mechanische Schleiflade, Pedal – mechanische Kegellade und einen Seitenspielschrank. Im Ersten Weltkrieg mussten die Prospektpfeifen für Kriegszwecke abgegeben werden. Die Prospektpfeifen wurden durch Attrappen ersetzt und sind somit stumm. Im Jahr 1978 wurde die Orgel durch die Firma Lobback aus Neuendeich restauriert und eine barocke Klangveränderung durchgeführt. 1996 war die Orgel fast unspielbar, so dass 1998 eine weitere Restaurierung durch die Firma Steinmann aus Vlotho erfolgte. Dabei wurde der Original-Winddruck wieder hergestellt und die barocken Veränderungen rückgängig gemacht. Dadurch hat die Orgel ihren ursprünglichen Klangcharakter wieder erhalten. 
Die Orgel der Kirche hat folgende Disposition:
| I Manual C–f3 |       |
| Bordun        | 16′   |
| Principal     | 8′    |
| Hohlflöte     | 8′    |
| Gambe         | 8′    |
| Oktave        | 4′    |
| Flauto dolce  | 4′    |
| Octave        | 2′    |
| Mixtur IV     | 2 ⁄3′ |

| II Manual C–f3     |    |
| (X) Flöte          | 8′ |
| (X) Viola di Gamba | 8′ |
| Salizional         | 8′ |
| Vox celest         | 8′ |
| (X) Oktave         | 4′ |
| (X) Flauto dolce   | 4′ |
| Salizional         | 4′ |

| Pedal C–d1  |     |
| Subbaß      | 16′ |
| Oktavbaß    | 8′  |
| Pedalkoppel |     |

Die mit (X) bezeichneten Register im II. Manual sind Transmissionen.